# Tuğçe Albayrak

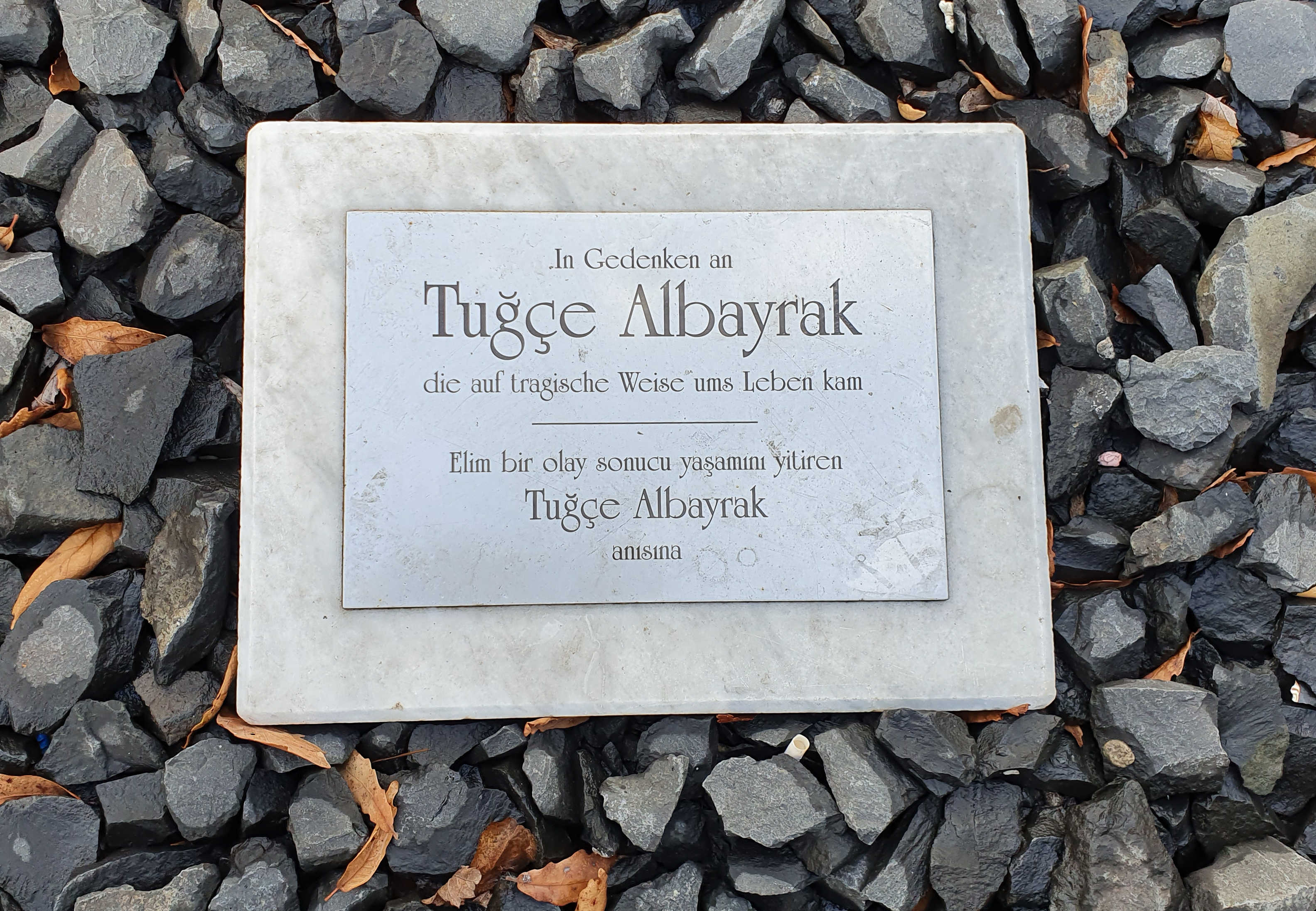
Placa commemorativa bilingua

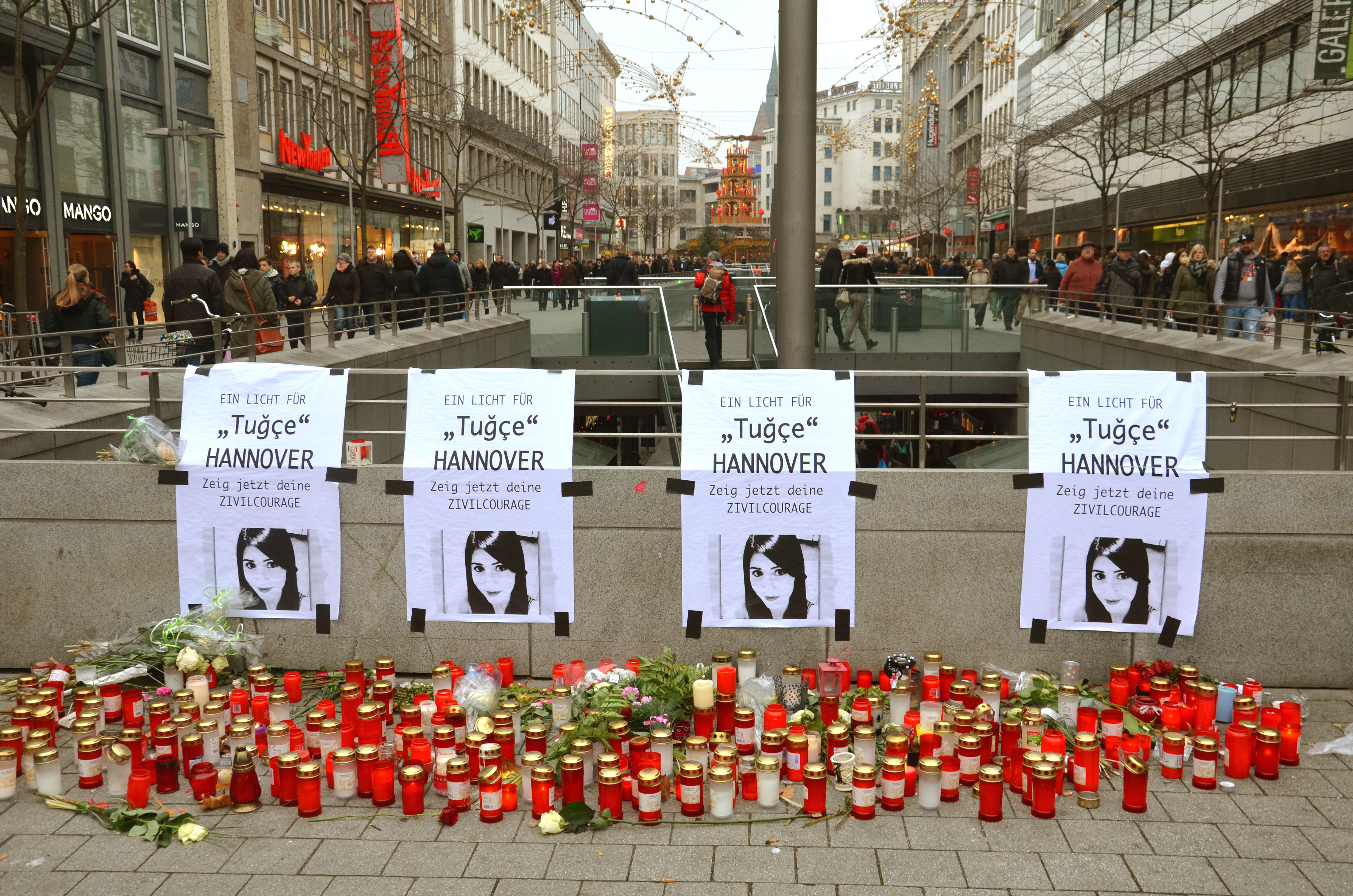
Memòria a Tuğçe Albayrak el 6 de desembre de 2014, a Hannover.

Tuğçe Albayrak (Bad Soden-Salmünster, 28 de novembre de 1991 – Offenbach am Main, 28 de novembre de 2014) va ser una estudiant de medicina alemanya d'ascendència turca, que va morir després de defensar a dues dones que estaven sent assetjades per dos homes en un restaurant de menjar ràpid la matinada del 15 de novembre.
Poc després de la seva intervenció, al sortir del local, va ser atacada per un dels acosadors quan es dirigia al seu cotxe. El resultat de l'atac va ser una fractura a la base del crani i una hemorràgia cerebral. El dany cerebral va ser tan greu que els seus pares van decidir retirar el suport vital després de 15 dies en coma. El president d'Alemanya, Joachim Gauck, es va dirigir a la família per expressar les seves condolències i l'ha considerada com un "model a seguir".
Centenars de persones van iniciar una protesta silenciosa davant el restaurant, amb samarretes amb la fotografia de Tuğçe i les paraules "Seni seviyoruz" ("t'estimem", en turc) i portant cartells amb les paraules “Danke Tuğçe” ("gràcies, Tuğçe" en alemany). Manifestacions similars es van realitzar per tota Alemanya l'endemà de la seva mort.
Uns dies més tard, una petició signada per més de 50.000 persones instava al president alemany Joachim Gauck que la condecorés pòstumament amb l'Orde Nacional del Mèrit.